# Eurocon 1980
Eurocon 1980, acronim pentru Convenția europeană de science fiction din 1980, a avut loc la Stresa în  Italia, care a devenit gazdă a Eurocon-ului pentru a doua oară.

## Premii acordate

### European SF Award
- cel mai bun roman: The White Dragon de Anne McCaffrey (Regatul Unit); Babel de Vladimir Colin (România)
- cea mai bună povestire: Der Rote Kristallplanet de Gerd Maximovic (RFG); Evadarea lui Algernon de Gheorghe Săsărman (România)
- cel mai bun artist: Franco Storchi (Italia); Roger Dean (Regatul Unit)
- cel mai bun editor: Editrice Nord (Italia); Krajowa Agencja Wydawnicza (KAW) (Polonia)
- cel mai bun fanzin: SF...ere (Italia); Omicron (România)
- cel mai bun film: Sconti stellari de Luigi Cozzi (Italia); Cover coga trebiti ubiti (Iugoslavia)
- cea mai bună BD: Rosa di stelle de Roberto Bonadimani (Italia); În lumea lui Harap Alb de Sandu Florea (România)

#### Premii speciale
- cel mai bun autor: John Brunner (Regatul Unit); Stanisław Lem (Polonia)
- cel mai bun artist: Karel Thole (Italia)
- cel mai bun eseu: 20.000 de pagini în căutarea lui Jules Verne de Ion Hobana (Romania); Lovecraft S. Fusco & G. de Turris (Italia)
- Best Artwork Exhibited:  Oliviero Berni (Italia)